# Remparts de Rosheim
Les remparts de Rosheim sont un monument historique situé à Rosheim, dans le département français du Bas-Rhin.

## Localisation
Ce bâtiment est situé à Rosheim.

## Historique
L'édifice fait l'objet d'un classement au titre des monuments historiques depuis 1920.

## Architecture

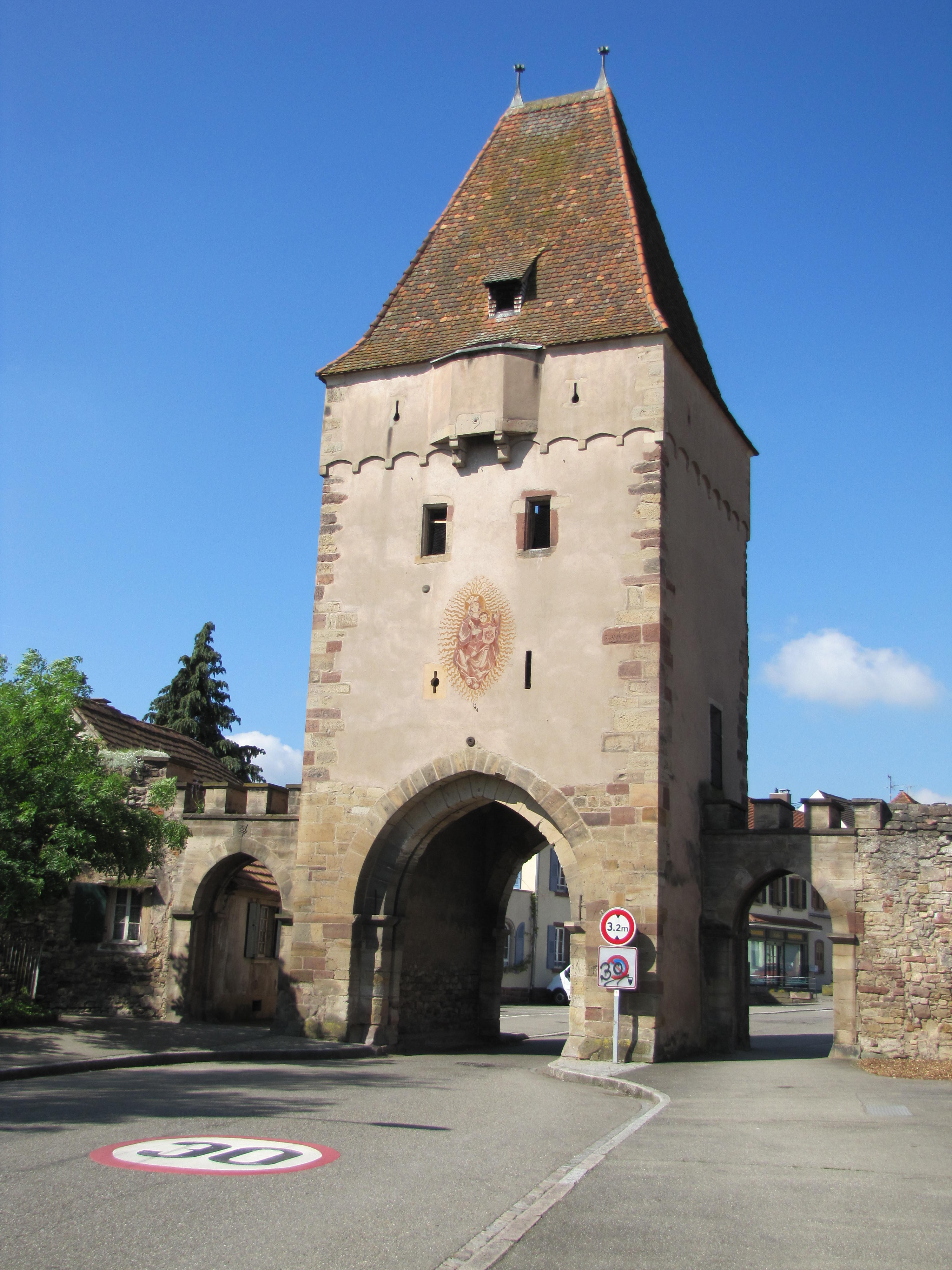
Porte basse
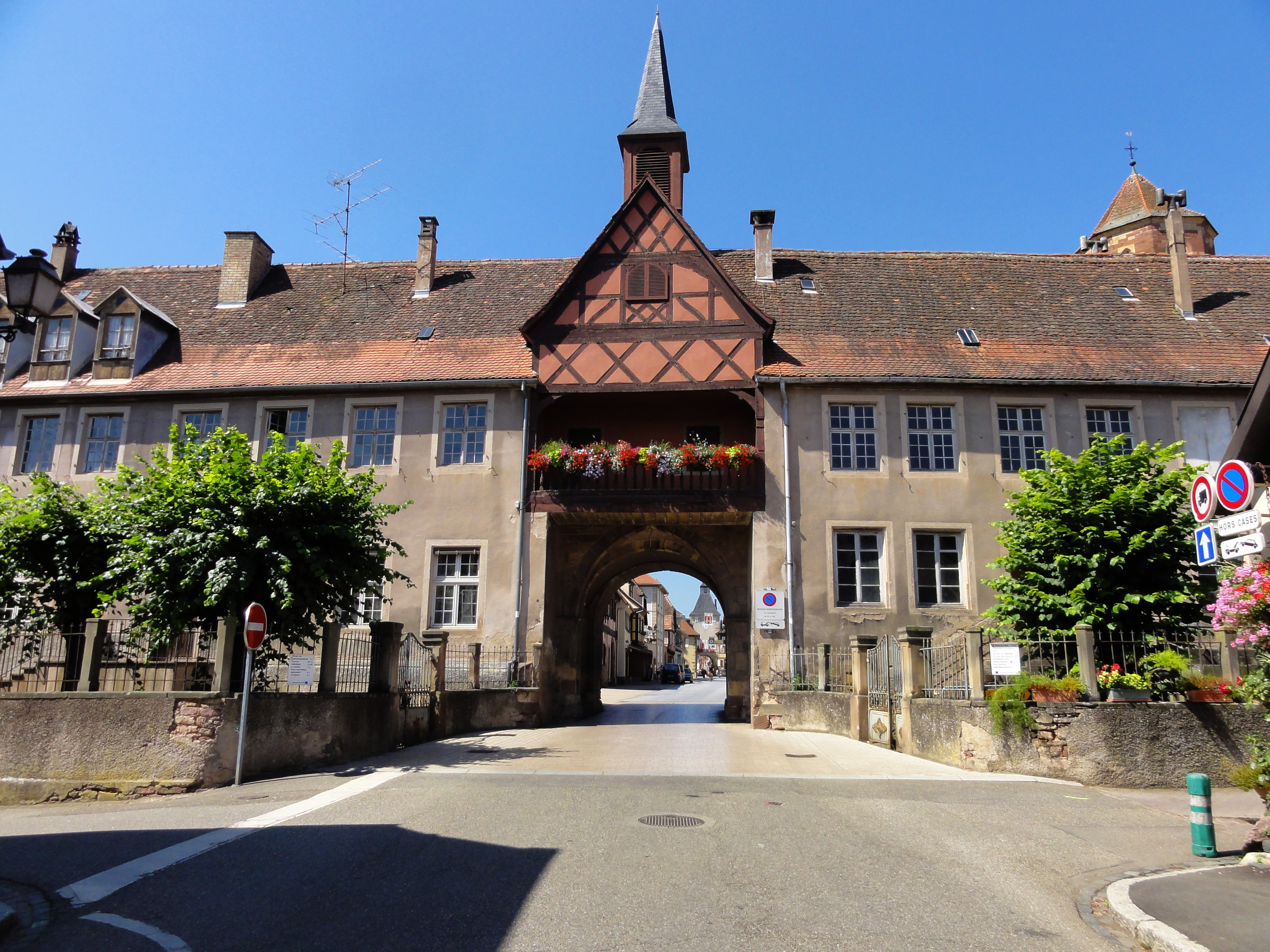
Porte intérieure
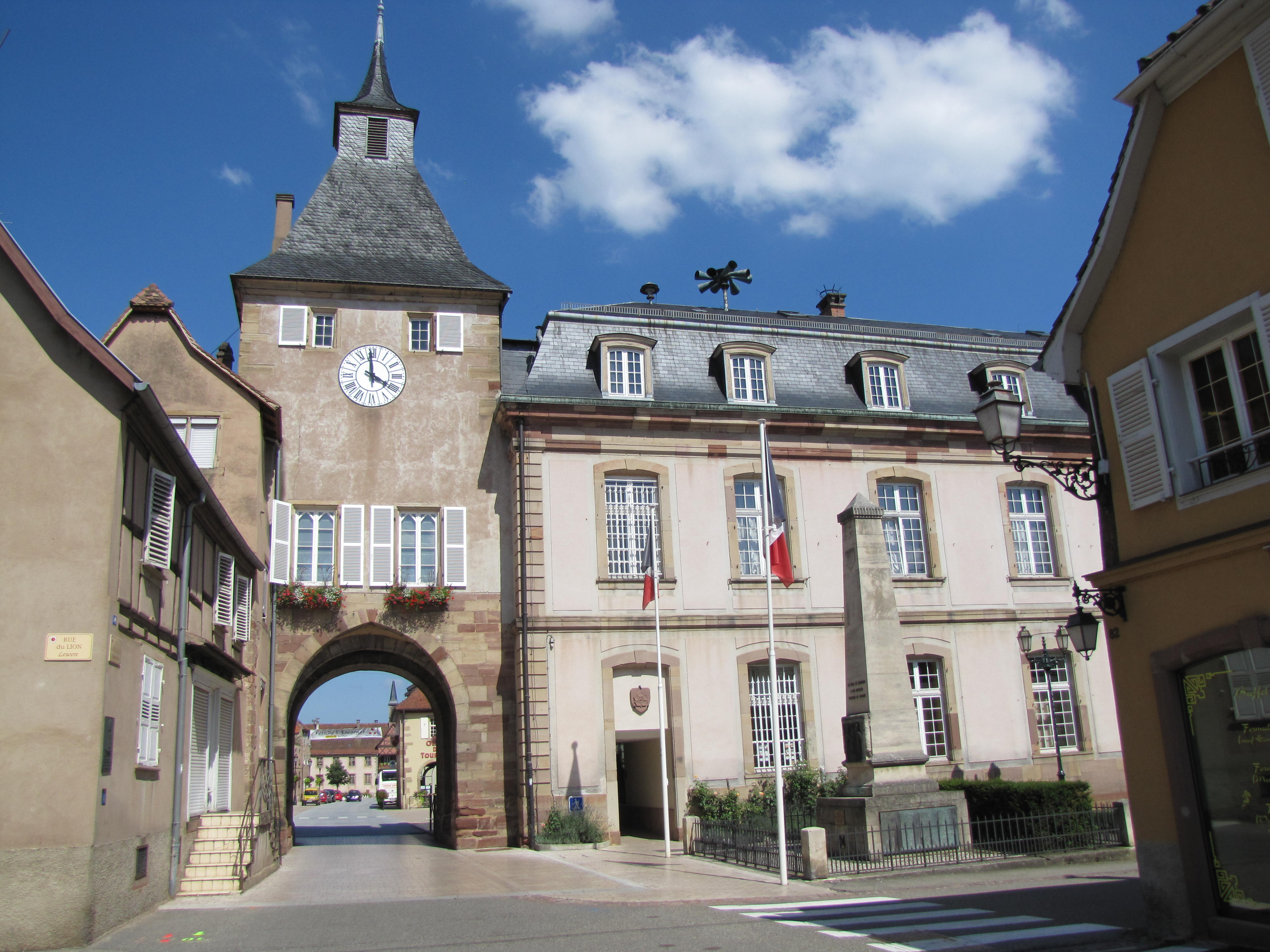
Porte supérieure
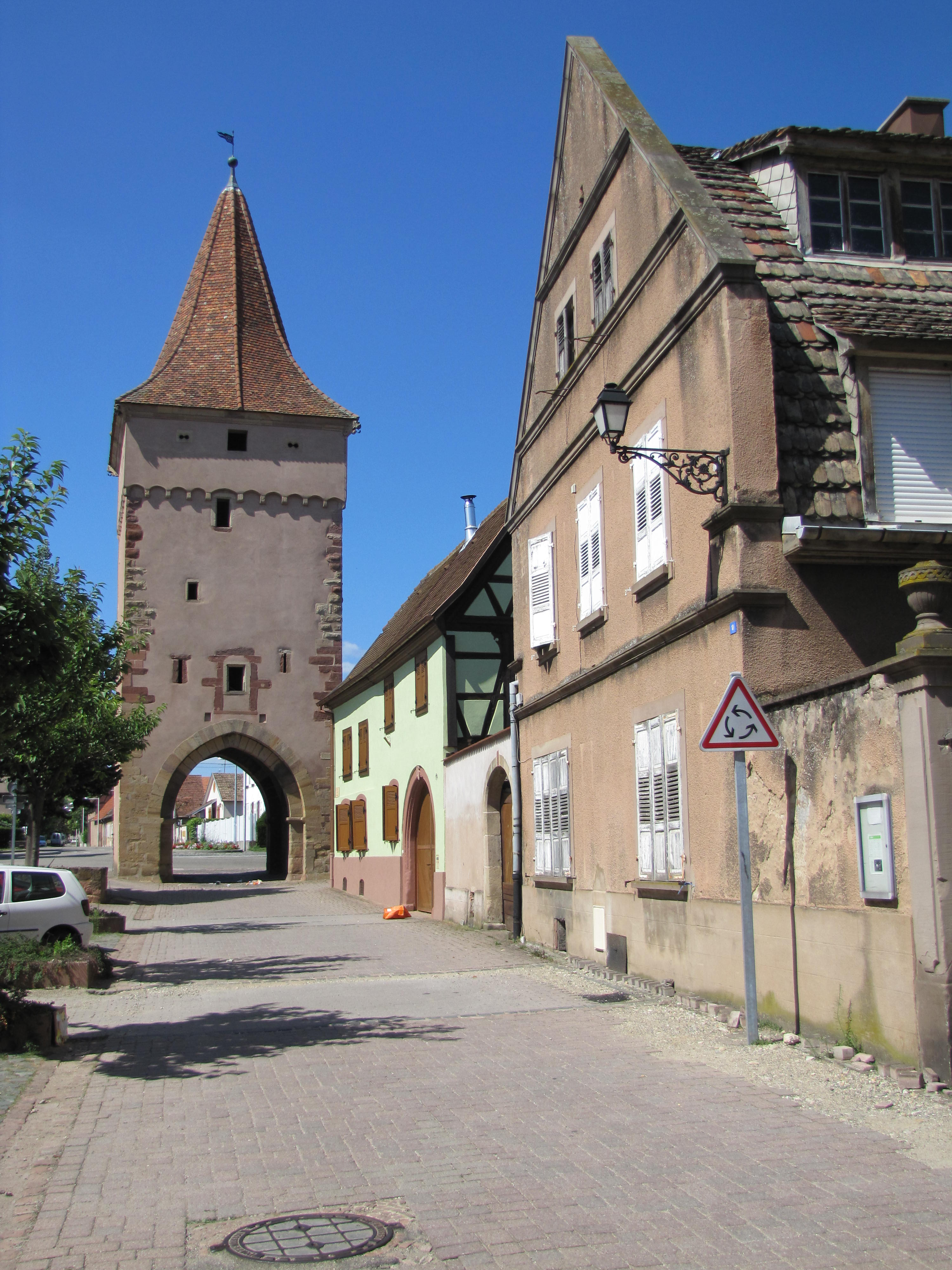
Porte latérale